# Villisca, Iowa
Villisca là một thành phố thuộc quận Montgomery, tiểu bang Iowa, Hoa Kỳ. Năm 2010, dân số của thành phố này là 1252 người.

## Dân số
Dân số qua các năm:
- Năm 2000: 1344 người.
- Năm 2010: 1252 người.